# Monarquias do Golfo

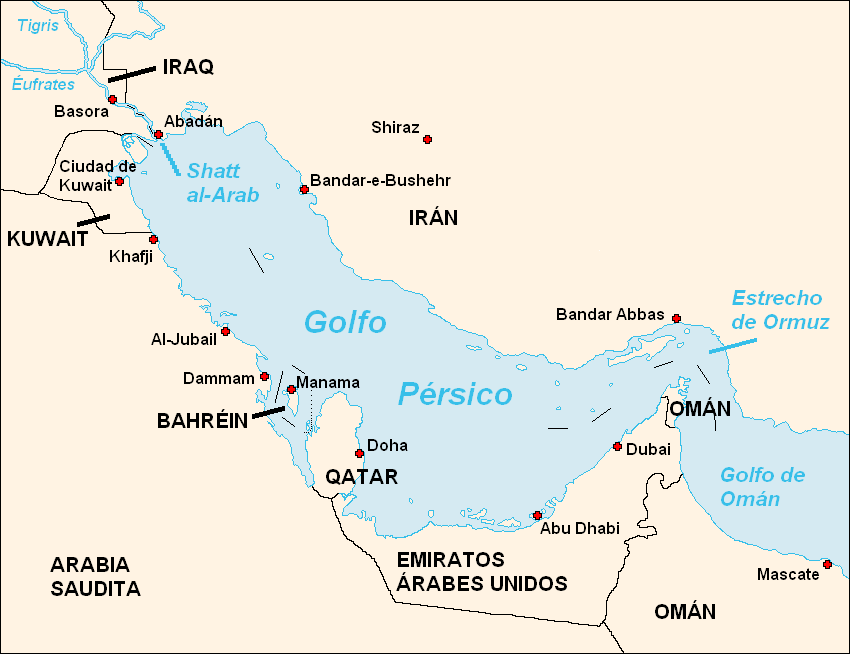
Mapa político da área.

Monarquias do Golfo Pérsico é um termo geopolítico que designa o conjunto de países do Golfo Pérsico, todos países muçulmanos e árabes que são governados por monarquias. O mais populoso e extenso é a Arábia Saudita e os demais, pequenos e pouco povoados mas também muito ricos por causa do seu petróleo, são: Kuwait, Emirados Árabes Unidos (uma federação de estados), Omã, Catar e Barém.
Há um órgão de integração regional composto por estes países, denominado  Conselho de Cooperação do Golfo Pérsico (CCG).